# Башня Хеллеман
Ба́шня Хе́ллеман (эст. Hellemani torn) — оборонительное сооружение, элемент крепостной стены Таллина. Памятник архитектуры XV века. Современный адрес Мюйривахе 48 / Уус 1.

## История
Башня была возведена в XV веке. В письменных источниках он сначала была названа башней Холлеман (эст. Hollemani torn), затем её стали называть башней Хеллеман. Предположительно, башня получила своё название по имени жившей рядом горожанки Хелле Холлеман (Helle Holleman).
Башня имеет три этажа. Её хорошо видно как со стороны улицы Уус, так и со стороны улицы Мюйривахе. С одной стороны от башни Хеллемана в крепостной стене расположены Вируские ворота, с другой стороны — башня Мункадетагуне. Под башней Хеллемана находится подвальное помещение без входа, вероятно, созданное для снижения влажности. В 1960-е годы башня вместе с прилегающим участком стены наклонилась на один метр, её укрепили большими бетонными опорами и законсервировали.
В советское время башня Хеллеман принадлежала Союзу кино. В 1980-х годах польские реставраторы восстановили проход от башни Хеллеман до Вируских ворот.

## Башня Хеллеман в XXI веке
Башня была отреставрирована в 2006 году; затем был восстановлен оборонительный вход, объединявший башни Хеллеман и Мункадетагуне, и установлена новая винтовая лестница, благодаря чему можно передвигаться вверх и вниз по башне и проходить 200-метровый оборонительный проход до Вируских ворот и обратно.
В бывшем складе военного снаряжения в башне в 2000-х годах работал ресторан «Иллюзиоон» («Illusioon»), где посетителей обслуживали как в кино. Рядом с дверью ресторана до настоящего времени хорошо сохранилась средневековая лачуга, в подвале которой работал магазин «Кристалл» («Kristall»), торговавший посудой из хрусталя. В нишах крепостной стены со стороны улицы Мюйривахе с 1990-х годов и в течение последующих двух десятков лет торговали вязаной одеждой в стиле эстонского народного рукоделия (кофты, варежки, шали, шапки и пр.).
В настоящее время в башне разместились художественная галерея и кафе.

## Галерея

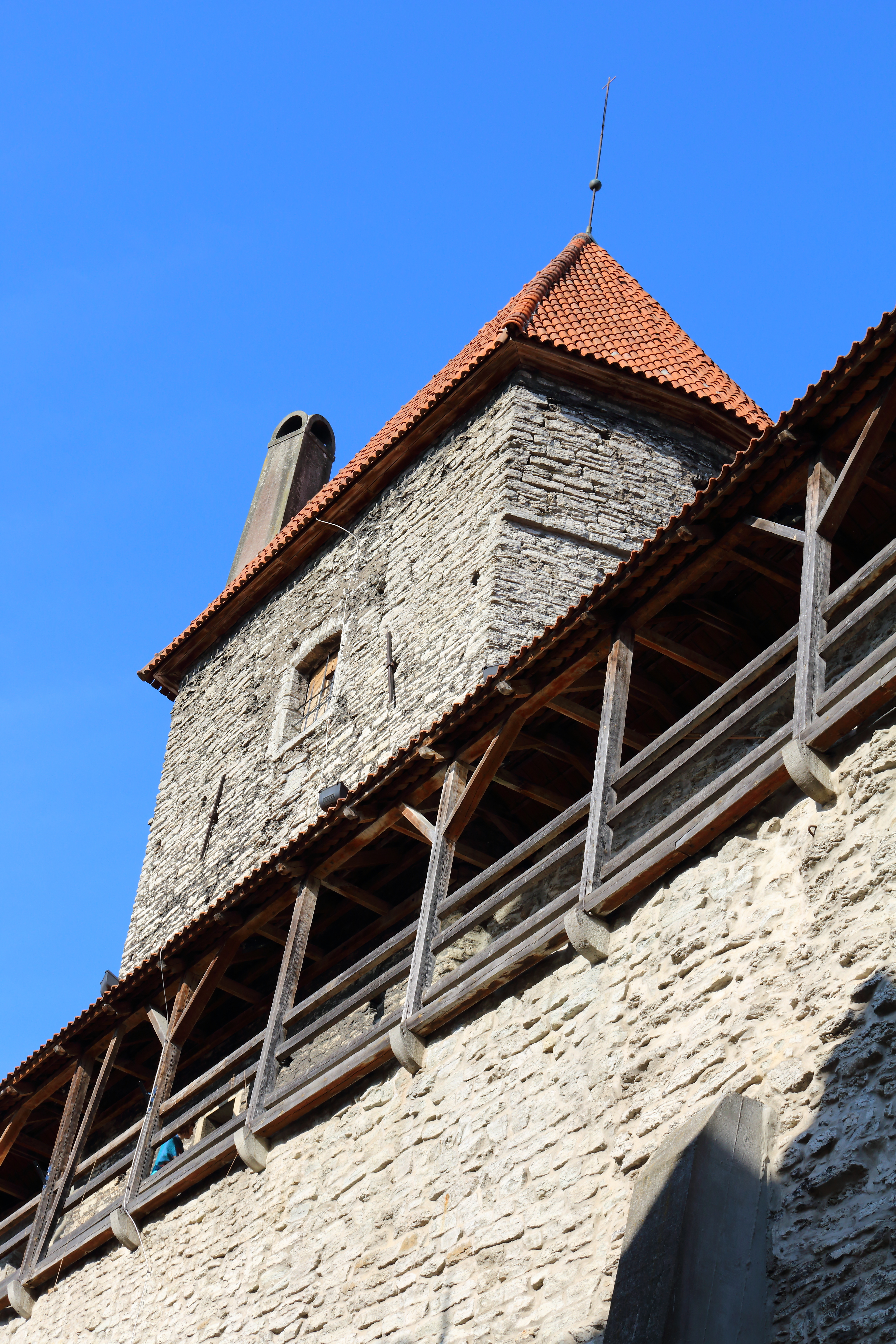
Вид башни Хеллеман с улицы Мюйривахе
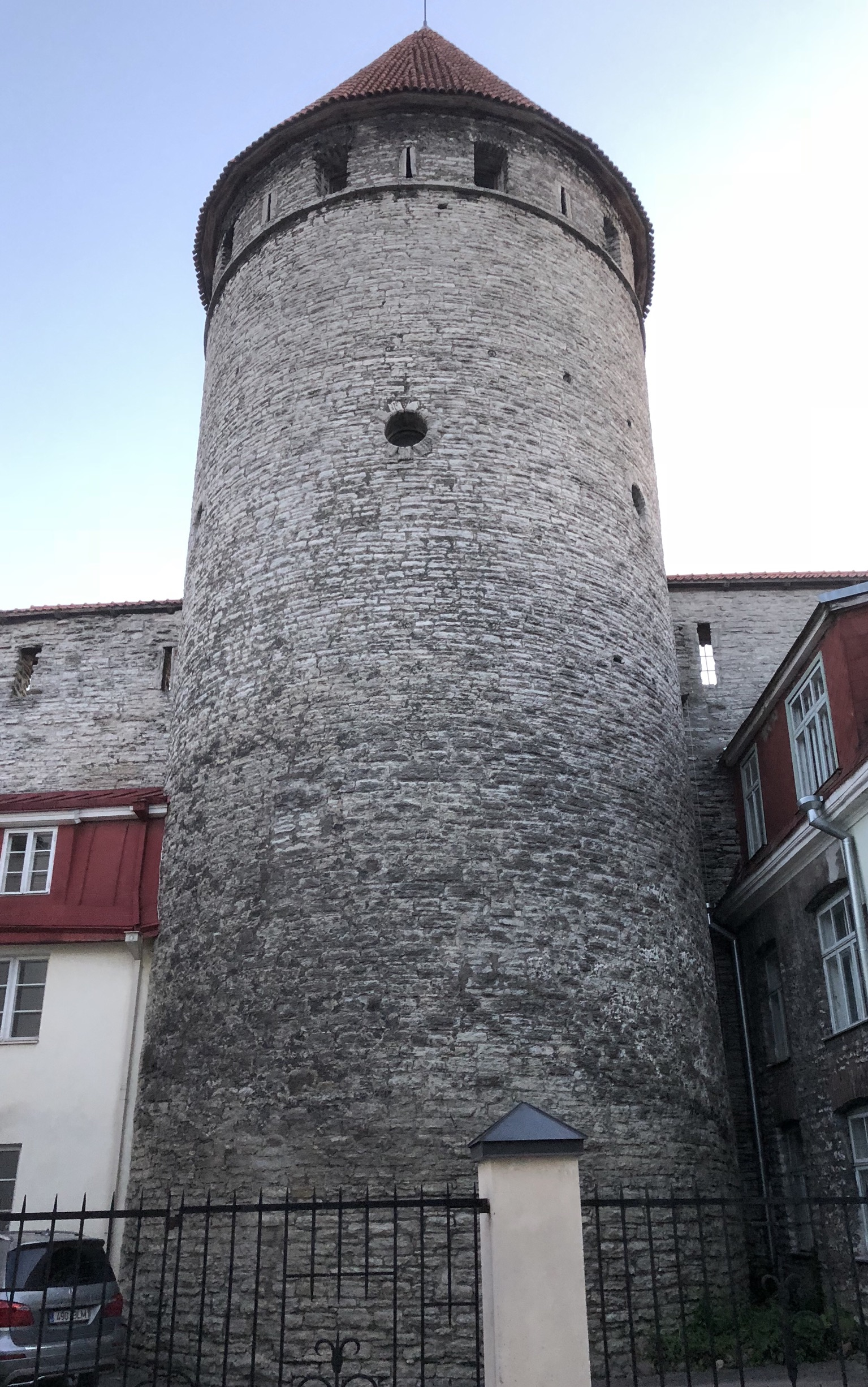
Вид башни Хеллеман с улицы Уус
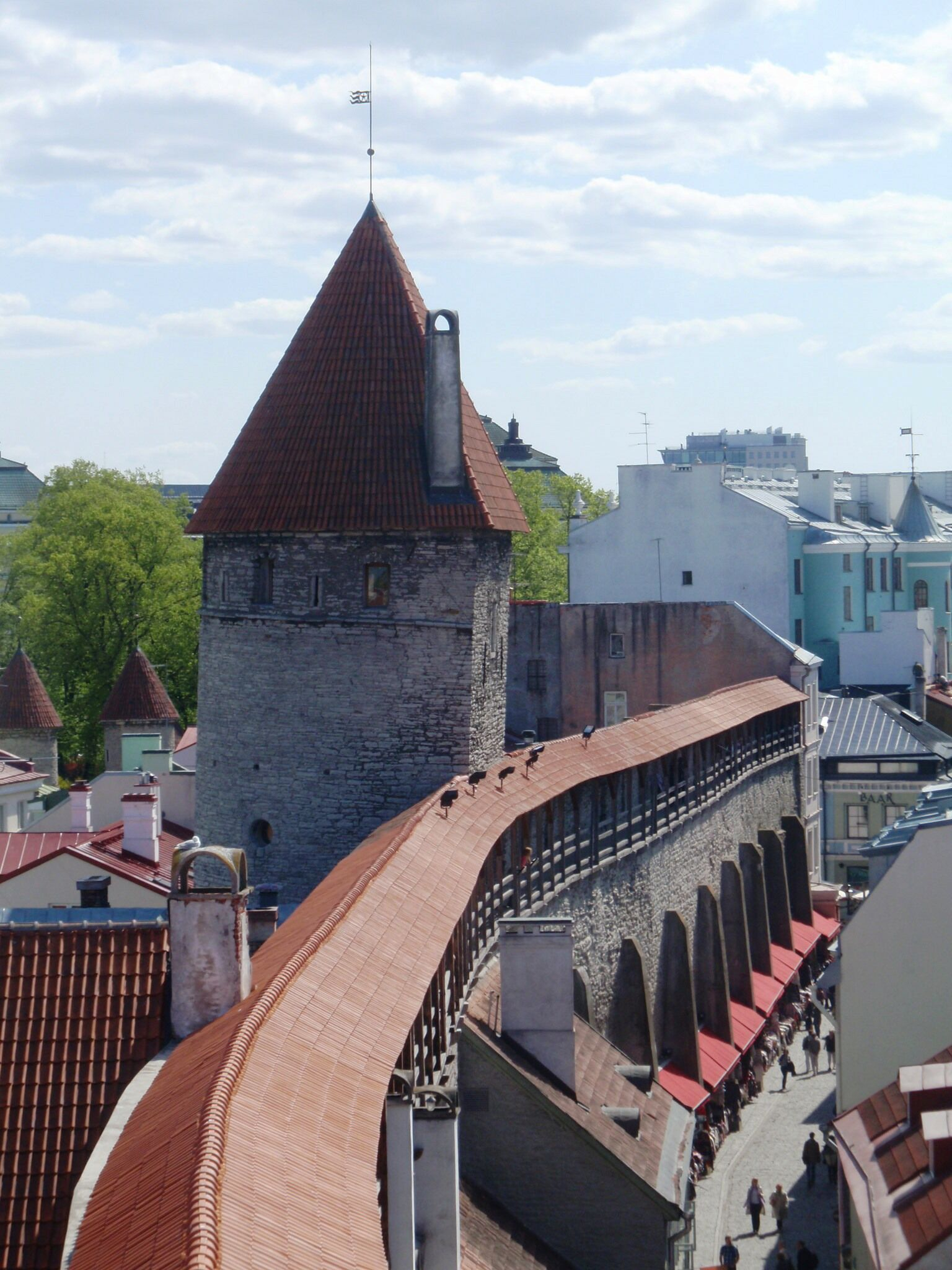
Вид на башню Хеллеман с крепостной стены, 2011 год
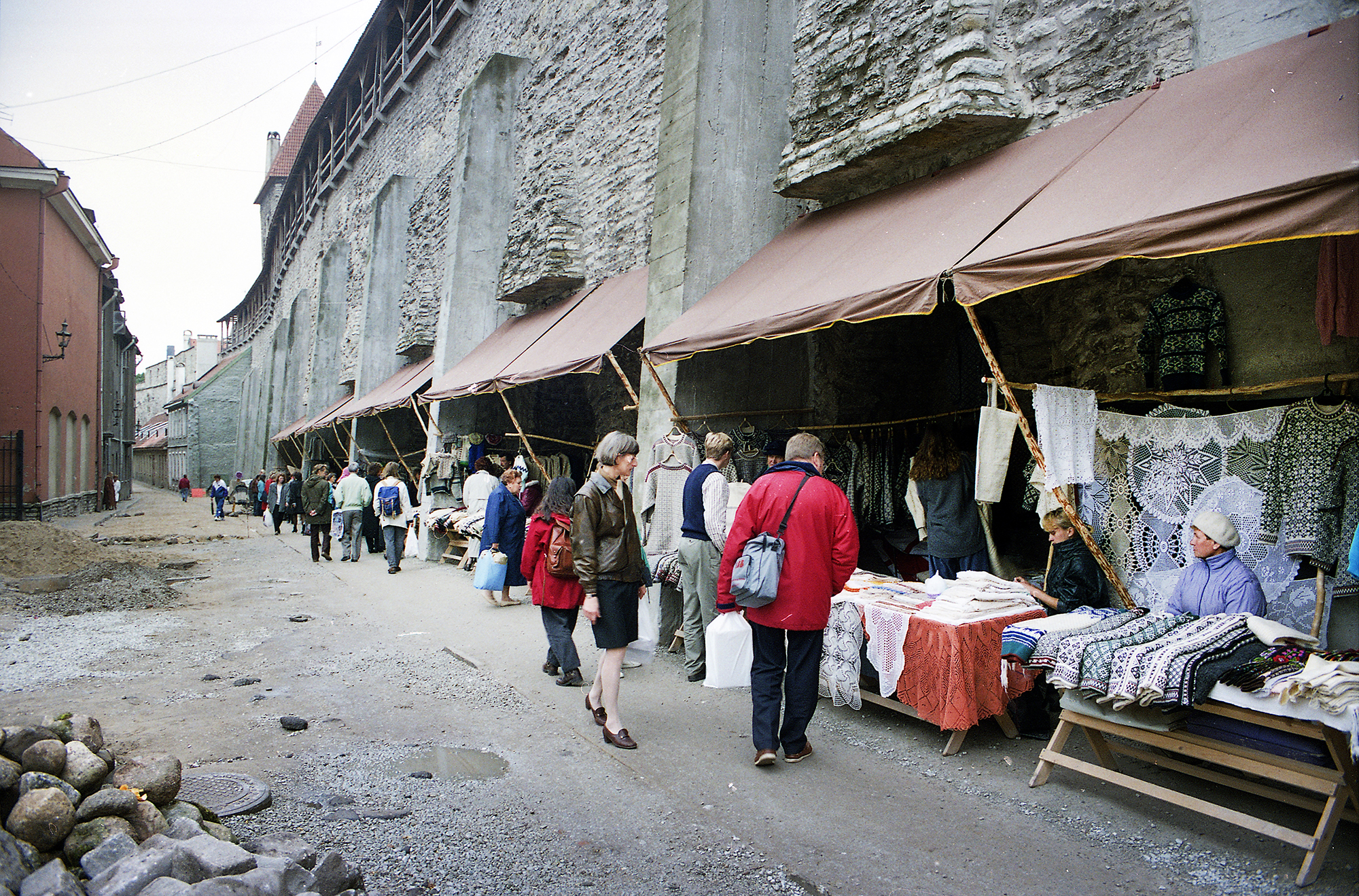
Торговые лотки рядом с башней Хеллеман в 1994 году
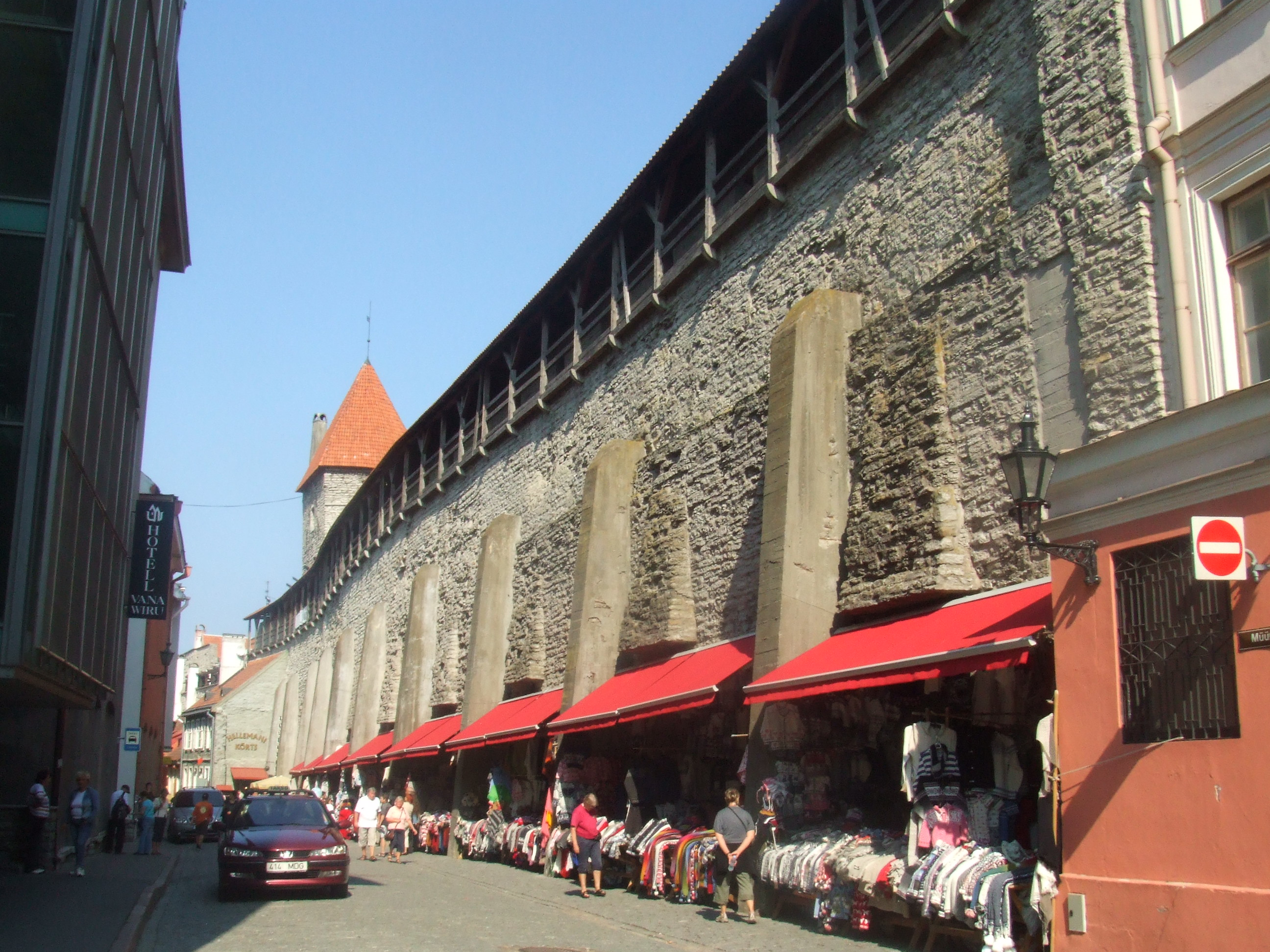
Торговые лотки рядом с башней Хеллеман в 2011 году